# Christian Köhler (Maler)

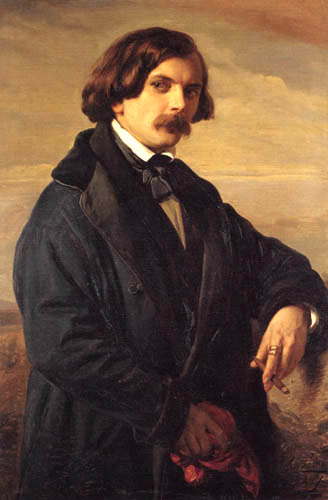
Christian Köhler; Porträt von Karl Ferdinand Sohn

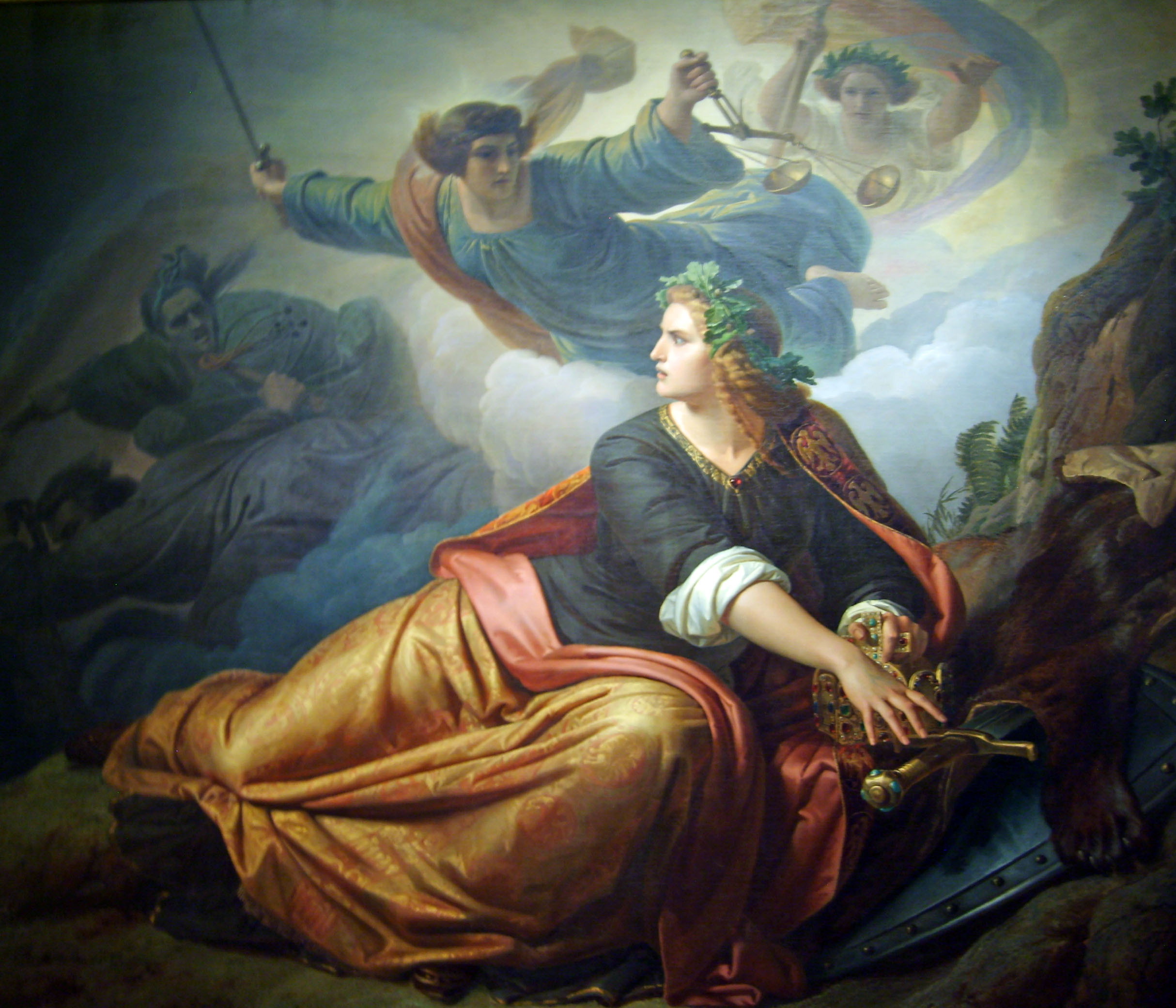
Erwachende Germania, 1849 – In der Düsseldorf Gallery in New York City gehörte dieses Bild zu den am meisten beachteten Gemälden der Ausstellung von Malern der Düsseldorfer Schule.

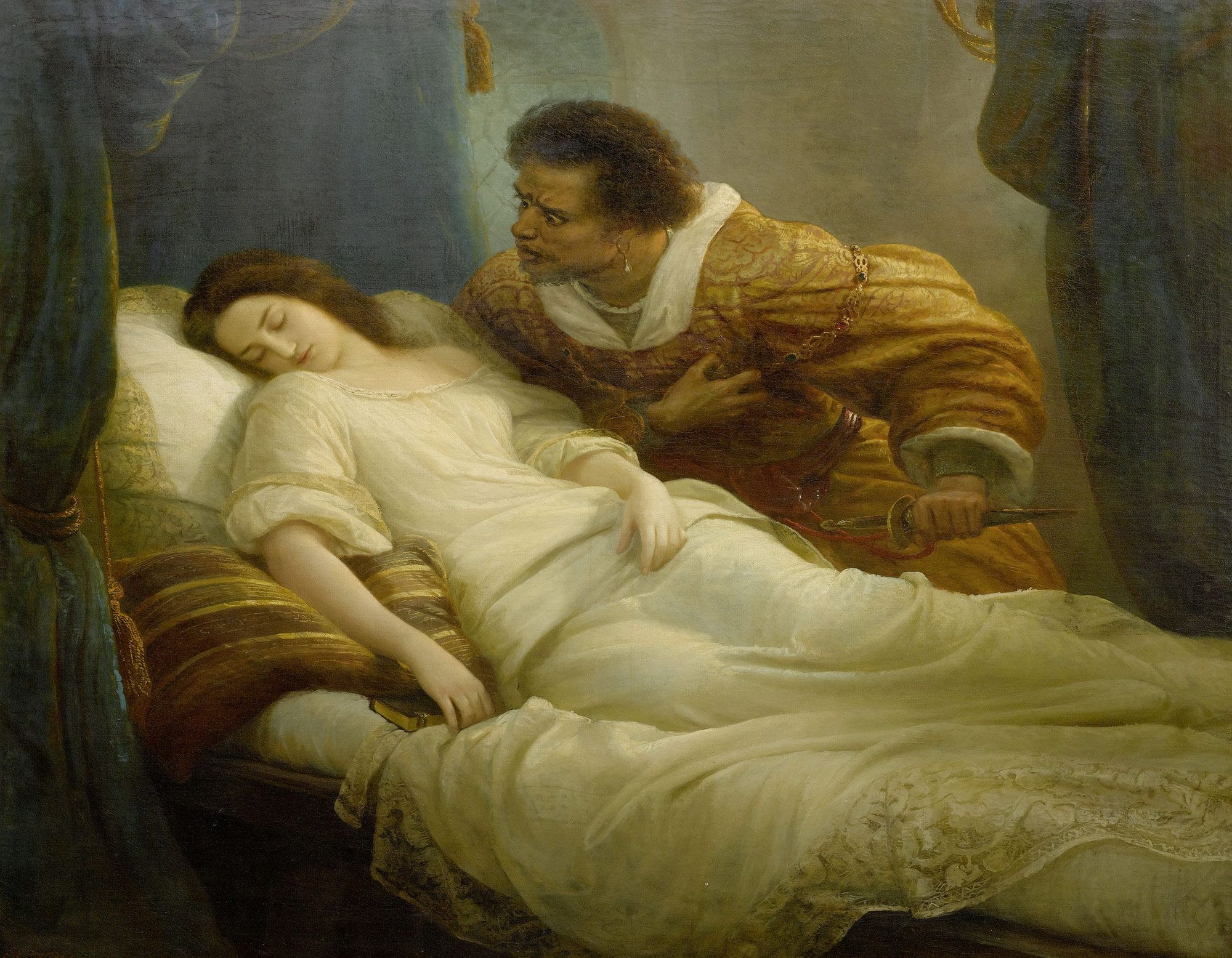
Othello mit seiner schlafenden Frau, 1859

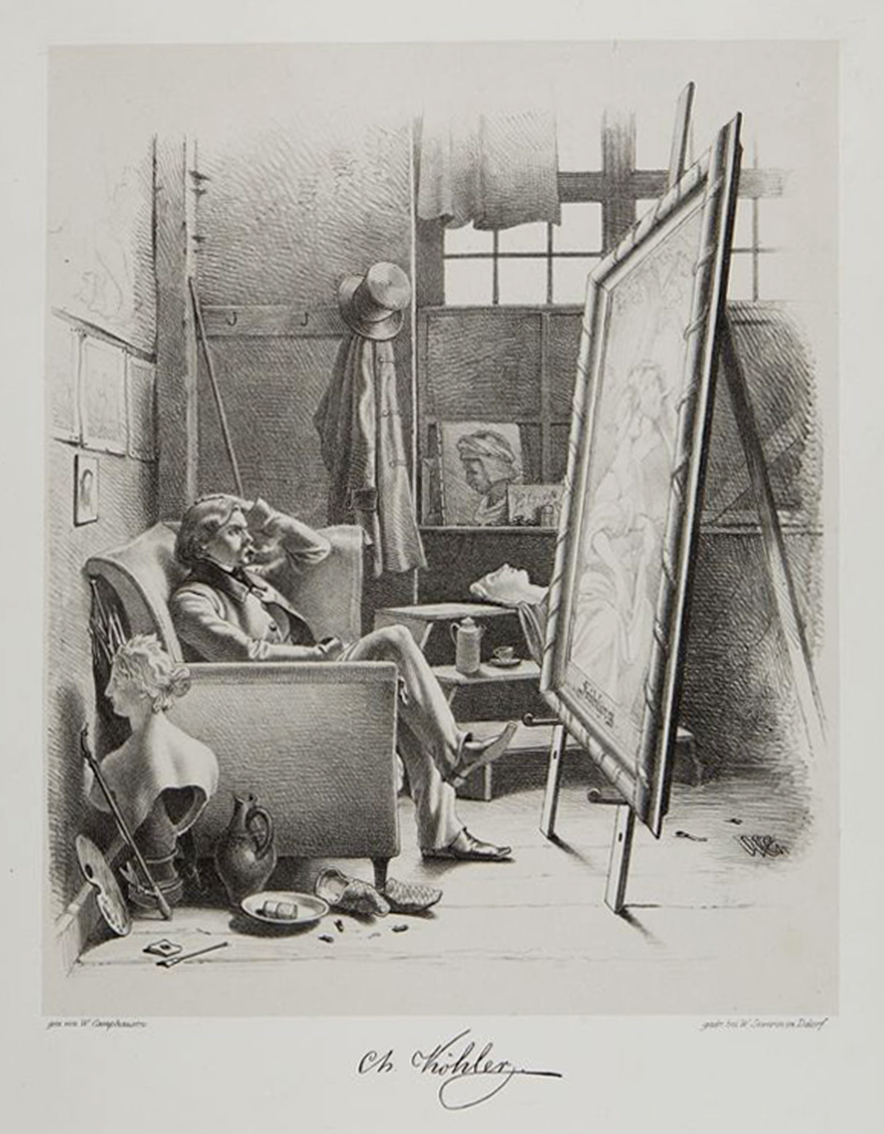
Christian Köhler in seinem Atelier vor seinem Bild „Frühling“, Lithografie nach einer Zeichnung von Wilhelm Camphausen, 1845

Christian Köhler (* 13. Oktober 1809 in Werben; † 30. Januar 1861 in Montpellier) war ein deutscher Maler der Düsseldorfer Schule.

## Leben
Köhler wurde als Pferdeknecht des Schriftstellers Carl Gottlieb Samuel Heun mit dem Maler Wilhelm Schadow bekannt. Diesem folgte er – wie Eduard Bendemann, Heinrich Mücke und Karl Ferdinand Sohn – von Berlin nach Düsseldorf und gehörte dort zu seinem engeren Schülerkreis. Im 4. Quartal 1827 schrieb er sich in die Kunstakademie Düsseldorf ein, wo er 1829/30 die obere Klasse der ausübenden Künstler und 1837/38 die Meisterklasse betrat. 1837 gehörte Köhler zu den Düsseldorfern Künstlern, die im Palais Brühl zu Dresden ausstellten und dabei den Ruf der „Düsseldorfer Schule“ begründeten. 1845 zählte er zu den Malern, die von Henry Ritter und Wilhelm Camphausen in der Veröffentlichung Schattenseiten der Düsseldorfer Künstler porträtiert wurden. 1851 beteiligte er sich neben anderen Düsseldorfer Malern an der Ausstellung Salon des Bruxelles. Seit dem Schuljahr 1851/52 war Köhler Professor der Kunstakademie und vertrat Theodor Hildebrandt, dessen Nachfolge er antrat, indem er ab 1855 Leiter des Antikensaals und einer Malklasse wurde. Nachdem er im Schuljahr 1859/60 erkrankt war, suchte er Heilung in Südfrankreich, wo er 1861 verstarb. Köhler war Mitglied des Künstlervereins Malkasten. Zu den Schülern Köhlers zählten Heinrich von Angeli, Carl Hertel, Olaf Isaachsen, Vincent Stoltenberg Lerche, Carl Halfdan Schilling, Paul Schobelt, Zdzisław Suchodolski und Fredrik Wohlfahrt. Die in Frankreich erscheinende Revue artistique et littéraire würdigte Köhler 1861 in einem Nekrolog als „Horace Vernet de l’Allemagne“. Das Grab Köhlers liegt auf Feld V im südlichen Teil des Golzheimer Friedhofs.

## Werk
Köhlers Bilder zeichnen sich durch durchdachte Kompositionen aus und spiegeln Kenntnisse der italienischen Renaissance wider; auch als Kolorist nimmt Köhler einen hohen Rang ein. Seine in den 1830er Jahren geschaffenen Bilder sind in Themenwahl, Form- und Farbgebung den Nazarenern verpflichtet und zeigen die in Düsseldorf gepflegte „Seelenmalerei“.
Von seinen oft durch Kupferstich und Lithografie vervielfältigen Bildern sind bedeutend:
- Rebekka am Brunnen
- Die Findung Moses
- Die Musik (1837)
- Mirjams Lobgesang (1837), verschollen
- Der Triumph Davids
- Die Braut
- Hagar und Ismael (1844), heute Museum Kunstpalast
- Hagar und Ismael (Zweitfassung 1847)[7]
- Susanna im Bad
- Julie, dem entschwundenen Romeo nachsehend
- Mignon
- Die Aussetzung Moses
- Erwachende Germania (1849), New-York Historical Society
- Semiramis, angeregt durch die Rezeption der Calderon-Aufführung von Karl Immermann (1837),[8] Ankauf durch den Sammler Joachim Heinrich Wilhelm Wagener (1851), heute Nationalgalerie (Berlin); großformatige Zweitfassung (1851/52) im Musée d’art moderne et d’art contemporain de Liège[9]
- Othello mit seiner schlafenden Frau (1859)
- Gretchen am Spinnrad

## Rezeption
Eine Zeitung aus Düsseldorf schilderte den Maler ihren Lesern 1843 folgendermaßen:

„Christian Köhler von Berlin. Rundes Gesicht mit südlicher brauner Farbe, schwarzes Haar, schwarzer Schnurrbart, schwarzes leuchtendes Auge, überhaupt südlicher Typus. Köhler soll solche phlegmatische Ruhe besitzen, daß er die Nachmittagsstunden seines Hochzeitstags zur Arbeit verwendete, als wäre nichts vorgefallen. Als Knabe zeichnete er den Stiefel, den er putzen sollte, und sein Talent war entdeckt. Schadow nahm sich seiner liebend an, und bildete einen seiner besten Schüler aus ihm. – Köhlers Beruf zur Kunst kann wohl nicht bestritten werden, seine Leistungen im Felde der Geschichtsmalerei sind die besten Belege. Seine Gestalten sind voll und kräftig, haben Fleisch und Bein. Dabei verfällt er jedoch nie in plumpe, unschöne Formen; seine weiblichen Figuren haben sogar oft Anmuth und Grazie. Sein Kolorit ist wahr und ohne jeden gesuchten Glanz. – Zu seinen vorzüglichsten Werken zählt man: Rebecka am Brunnen, der Findung Mosis, Mirjam und Jakob und Rachel.“